# Siro
Pour les articles ayant des titres homophones, voir Sirot, Sirop et Sirault.
Pour les articles homonymes, voir Siro (homonymie).
Genre
Synonymes
- Geosiro Rafalski, 1958

Siro est un genre d'opilions cyphophthalmes de la famille des Sironidae.

## Distribution
Les espèces de ce genre se rencontrent en Europe,.

## Liste des espèces
Selon World Catalogue of Opiliones (25/03/2023) :
- Siro carpaticus Rafalski, 1956
- Siro crassus Novak & Giribet, 2006
- Siro franzi Karaman & Raspotnig, 2022
- Siro ozimeci Karaman, 2022
- Siro rubens Latreille, 1802
- Siro valleorum Chemini, 1990
- † Siro platypedibus Dunlop & Giribet, 2003

## Systématique et taxinomie
Ce genre a été décrit par Latreille en 1795.
Geosiro a été placé en synonymie par Martens en 1978.
Holosiro, placé en synonymie par Newell en 1947, et Neosiro, placé en synonymie par Shear en 1980, ont été relevés de synonymie par Karaman en 2022.

## Publication originale
- Latreille, 1795 : Observations sur la variété des organes de la bouche des Tiques, et distribution méthodique des insectes de cette famille d'après les caractères établis sur la conformation de ces organes. Magasin Encyclopédique, ou Journal des Sciences, des Lettres et des Arts (sensu Millin, Ed.) an. 1, tom. 4: p. 15-20 . Millin, Paris. (texte intégral).